# FC Abovjan
Football Club Abovjan (arménsky: Ֆուտբոլային Ակումբ „Աբովյան“) byl arménský fotbalový klub sídlící ve městě Abovjan. V roce 2005 se klub přihlásil do druhé nejvyšší soutěže, zanikl hned po první sezóně.

## Umístění v jednotlivých sezonách
Zdroj:
Legenda: Z - zápasy, V - výhry, R - remízy, P - porážky, VG - vstřelené góly, OG - obdržené góly, +/- - rozdíl skóre, B - body, červené podbarvení - sestup, zelené podbarvení - postup, světle fialové podbarvení - přesun do jiné soutěže
| Arménie (2005) |               |        |    |   |   |    |    |     |      |   |        |
| Sezóny         | Liga          | Úroveň | Z  | V | R | P  | VG | OG  | +/-  | B | Pozice |
| 2005           | Aradżin chumb | 2      | 24 | 2 | 0 | 22 | 13 | 125 | -112 | 6 | 12.    |